# Štěpánovská hora (přírodní památka)
Štěpánovská hora (někdy též Štěpánská hora) je přírodní památka na úbočí stejnojmenné hory nad vesnicí Štěpánov v okrese Teplice. Chráněné území s rozlohou 0,52 ha (podle databáze AOPK ČR 0,64 ha) se nachází v nadmořské výšce 560–615 metrů a bylo vyhlášeno k ochraně jedné ze dvou nejvýše položených stepních lysin v Českém středohoří.

## Historie
Chráněné území bylo poprvé vyhlášeno Úřadem Okresního národního výboru v Bílině v roce 1946 jako přírodní rezervace Štěpánský vrch a v roce 1952 jako státní přírodní rezervace Štěpánská hora. I přes chybný oficiální název vzniklý úřední chybou se od roku 1952 používá jméno Štěpánská hora. Během druhé poloviny 20. století území z velké části zarostlo křovinami (růže šípková, trnka, svída krvavá), ale po roce 2000 bylo provedeno několik asanačních a udržovacích zásahů. Bylo také navrženo rozšíření území o přihlehlé kamenné moře, ale vzhledem k jeho poloze v první ochranné zóně CHKO České středohoří k němu nedošlo.

## Přírodní podmínky
Geologické podloží chráněného území tvoří olivinický nefelinit. Povrch tvoří skeletovité půdy, na kterých se vyvinula stepní pleš s výchozy čedičových skal a s výskytem suchomilných a teplomilných druhů rostlin neobvyklých v nadmořských výškách okolo 600 m. Roční srážkové úhrny dosahují 600–700 mm.

## Fauna a flóra
Na lokalitě byl zaznamenán výskyt křižáka pruhovaného (Argiope bruennichi) a přástevníka medvědího (Arctia caja). Inventarizační výzkumy naznačují přítomnost řady dalších vzácných hmyzích druhů. Ze zvláště chráněných a ohrožených druhů rostlin se vyskytují medovník meduňkolistý (Melittis melissophyllum), koniklec luční český (Pulsatilla pratensis subsp. bohemica), hrachor panonský chlumní (Lathyrus pannonicus subsp. collinus), modřenec tenkokvětý (Muscari tenuiflorum), lilie zlatohlavá (Lilium martagon), svída dřín (Cornus), kavyl Ivanův (Stipa pennata), záraza síťnatá (Orobanche reticulata), záraza bílá šalvějová (Orobanche alba subsp. major) nebo mordovka písečná (Phelipanche arenaria). V listnatých a smíšených lesích za hranicemi přírodní památky roste dub pýřitý (Quercus pubescens), habr (Carpinus), buk (Fagus), dřín (Cornus), smrk (Picea) a borovice (Pinus).